# John Lynch (football américain)
Pour les articles homonymes, voir John Lynch et Lynch.
Pro Football Hall of Fame 2021
(en) Statistiques sur pro-football-reference
John Terrence Lynch, Jr., né le 25 septembre 1971 à Hinsdale (Illinois), est un joueur américain de football américain évoluant au poste de safety.

## Biographie
Étudiant à l'Université Stanford, il joua pour le Stanford Cardinal.
Il est repêché en 1993 à la 82e place (troisième tour) par les Buccaneers de Tampa Bay. Après onze saisons, incluant notamment la victoire du Super Bowl XXXVII, il rejoint les Broncos de Denver car les Buccaneers ont un problème de plafond salarial. En 2008, en manque de jeu aux Broncos, il intègre l'équipe des Patriots de la Nouvelle-Angleterre en pré-saison, en signant un contrat d'un an mais il est libéré avant le début de la saison. Il prend donc sa retraite en tant qu'agent libre.
Lynch est notoirement connu durant toute sa carrière comme un plaqueur très dur.
Il est sélectionné neuf fois au Pro Bowl (1997, 1999, 2000, 2001, 2002, 2004, 2005, 2006 et 2007) et deux fois en All-Pro (1999 et 2000).
Il est actuellement le General Manager des 49ers de San Francisco.